# 恋愛戦隊シツレンジャー
「恋愛戦隊シツレンジャー」（れんあいせんたいシツレンジャー）は、ハロー!プロジェクトのユニット後浦なつみのシングル。2004年10月6日にzetimaより発売された。

## 解説
- 期間限定ユニット・後浦なつみ唯一のシングル。
- 初回限定盤はスペシャルパッケージで、ハロプロフォトカード5種が封入されている。
- テレビ番組で披露した際は、当時放送していたスーパー戦隊シリーズ「特捜戦隊デカレンジャー」の出演キャラクターとのコラボレーション（殺陣シーン）が実現した。
- ユニット結成時の発表ではカップリング曲「LOVE LIKE CRAZY」がタイトル曲であったが、リリース直前になって「恋愛戦隊シツレンジャー」と入れ替えになった。
- 2004年10月27日には、映像作品であるシングルV「恋愛戦隊シツレンジャー」がリリースされた。

## 収録曲
全作詞・作曲：つんく
1. 恋愛戦隊シツレンジャー (3:31)
編曲：鈴木Daichi秀行
2. LOVE LIKE CRAZY (3:31)
編曲：AKIRA
3. 恋愛戦隊シツレンジャー(Instrumental)  (3:31)

## 参加ミュージシャン
恋愛戦隊シツレンジャー
- プログラミング&ギター：鈴木Daichi秀行
- ベース：人時
- ドラム：そうる透
- コーラス：竹内浩明・つんく

LOVE LIKE CRAZY
- プログラミング：AKIRA
- コーラス：AKIRA・つんく

## カバー
- 後藤真希 - アルバム『3rdステーション』（2005年2月23日）に収録。